# Paropsisterna liturata
Paropsisterna liturata es una especie de escarabajo del género Paropsisterna, familia Chrysomelidae. Fue descrita científicamente por Marsham en 1808.
Habita en Australia.